# Taftalidže shuffle
Taftalidže shuffle šesti je solo album makedonskog gitarista i pjevača Vlatka Stefanovskog. Izašao je studenoga 2020. godine u izdanju Croatia Records.

## O albumu
Rađen je u stilu glazbe 1970-ih godina. Posebnu vrijednost ovom izdanju daje osvježenje u pratećem bendu koje čine Vlatkov sin Jan Stefanovski i Ivan Kukić. Na albumu gostuju glazbenici iz regije kao što su: Theodosil Spassov, Tihomir Pop Asanović, Matija Dedić, Vasil Hadžimanov, Kiril Džajkovski itd.
Prvi singl s ovog albuma je skladba Ogledalo za koji je napravljen lyrics video.

## Lista pjesama
Tekstovi i glazba: Vlatko Stefanovski. 
| Br. | Skladba                           | Trajanje |
| --- | --------------------------------- | -------- |
| 1.  | »Taftalidže shuffle«              | 3:10     |
| 2.  | »Funky junkie«                    | 3:28     |
| 3.  | »Igranka«                         | 3:46     |
| 4.  | »Garaza«                          | 5:00     |
| 5.  | »Global warming - local freezing« | 3:42     |
| 6.  | »Ogledalo«                        | 4:55     |
| 7.  | »Nemam pesna za tebe«             | 3:40     |
| 8.  | »Raskrsnica«                      | 4:31     |
| 9.  | »Dijaspora«                       | 5:00     |

## Turneja
Album je promoviran u Beogradu, Zagrebu, Beču, Vrsaru, Splitu, Supetaru, Šibeniku, Trogiru, Paliću, Osijeku, Pančevu itd.